# Wormer

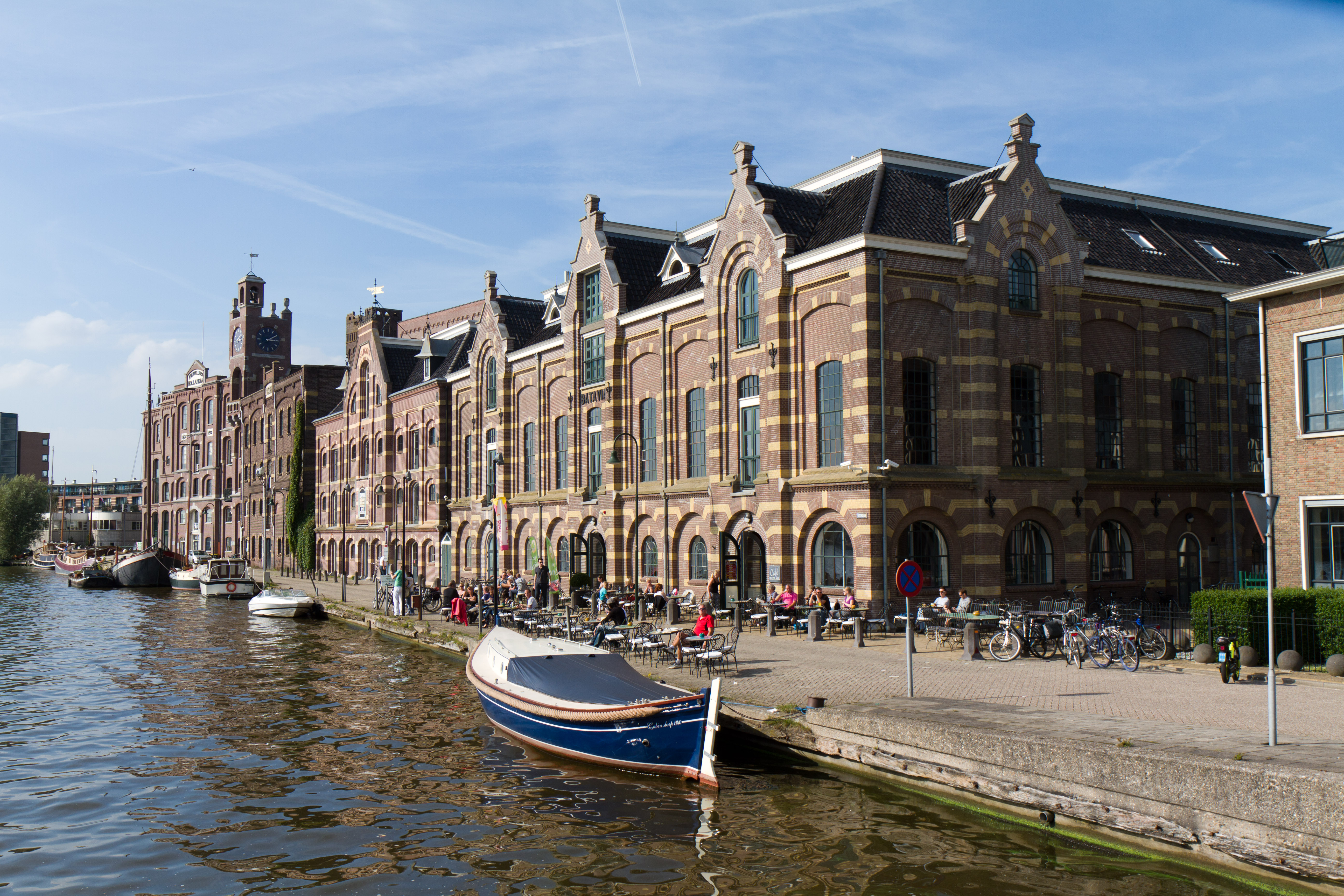
Magazzini lungo il fiume Zaan a Wormer

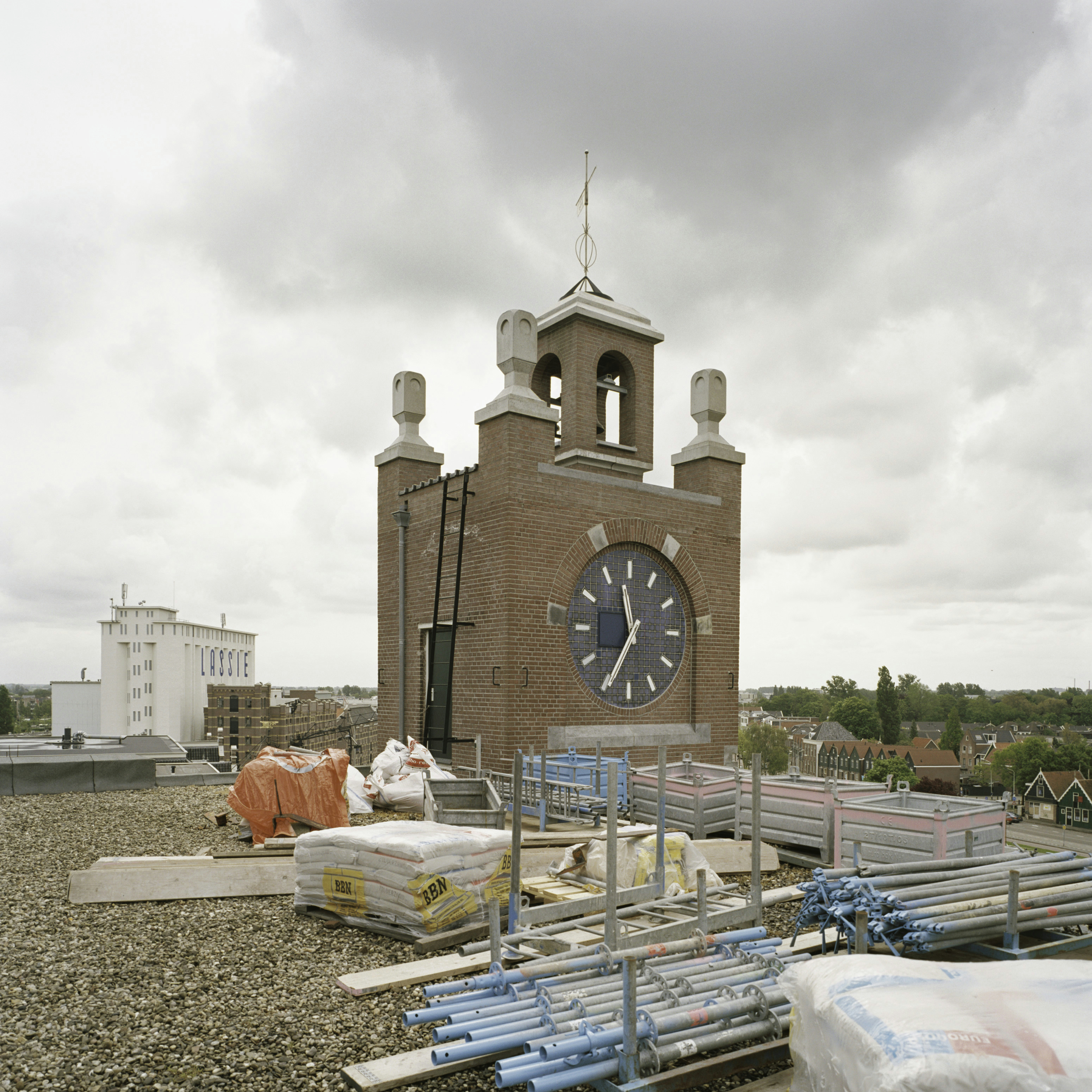
Wormer: la torre dell'orologio

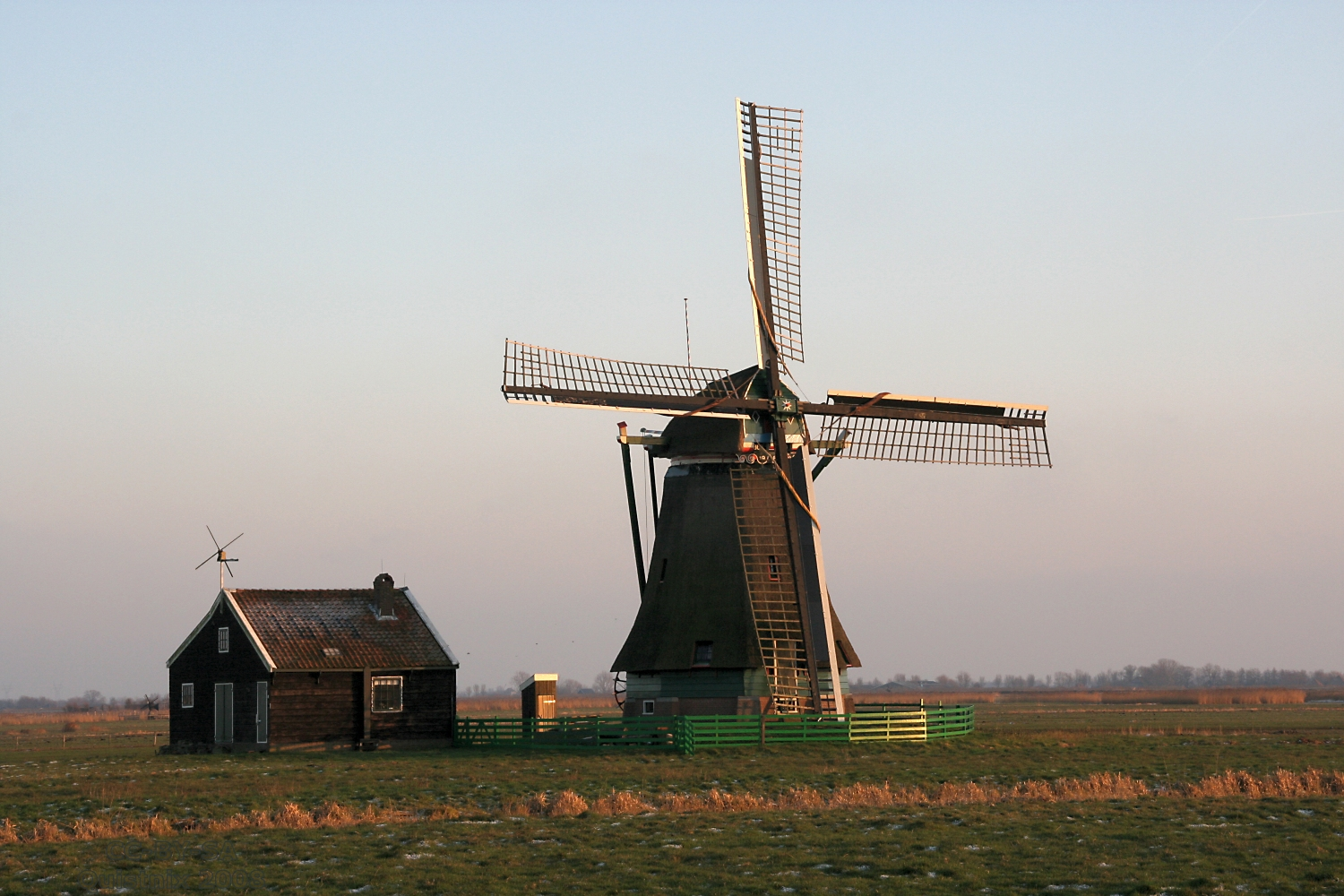
Wormer: il mulino De Koker

Wormer è una località di circa 13.000 abitanti del nord-ovest dei Paesi Bassi, facente parte della provincia dell'Olanda Settentrionale (Noord-Holland) e situata lungo il corso del fiume Zaan, nella regione di Zaanstreek. Dal punto di vista amministrativo, si tratta di un ex-comune, dal 1991 inglobato nella municipalità di Wormerland, di cui è il capoluogo.

## Geografia fisica
Wormer si trova ad ovest di Purmerend, tra Zaandijk e Noorderveld (rispettivamente a nord della prima e a sud della seconda), a pochi chilometri a nord-est di Wormerveer.
Il fiume Zaan bagna la parte meridionale e occidentale del villaggio.

## Origini del nome
Le origini del toponimo Wormer non sono chiare: secondo un'ipotesi, conterrebbe il termine weer, usato in questo caso con il significato di "diga".

## Storia
Il villaggio è probabilmente menzionato per la prima volta in un manoscritto redatto tra il 777 e l'886, in cui compare il nome uueromeri.
In seguito, la località è menzionata con il nome di Weremere in un documento dell'abbazia di Egmond riguardante il pagamento delle decime e che fu redatto nel 1063.
Tra il 1518 e il 1611 la località era formalmente unita a Jisp, ma divenne "indipendente" nel 1729, status che ottenne pagando la cifra di 16.000 fiorini.

### Simboli
Nello stemma di Wormer è raffigurata la testa di uomo dorata su sfondo blu.
Le origini di questo stemma sono ignote: potrebbe raffigurare Cristo con le spine, oppure un uomo frisone, oppure ancora San Odolfo, secondo quanto ipotizzato da Sierksma. Secondo un'altra spiegazione raffigurerebbe invece la testa di un capitano spagnolo decapitato nel 1574 da Jan Gerritsz e la cui testa venne offerta al comandante Dirk van Sonoy a Purmerend.
Vista la vocazione religiosa del villaggio, le prime due ipotesi sono tuttavia le più probabili.

## Monumenti e luoghi d'interesse
Wormer vanta 23 edifici classificati come rijksmonumenten e 12 edifici classificati come gementelijke monumenten .

### Architetture religiose

#### Nieuwe Kerk
Principale edificio religioso di Wormer è la Nieuwe Kerk ("Chiesa Nuova"), situata al nr. 4 della Kerkstraat e risalente al 1807-1809.

### Architetture civili

#### Ex-municipio
Altro edificio d'interesse è l'ex-municipio, situato nella Dorpstraat e risalente al 1718-1788.

#### Mulino De Koker
Altro edificio d'interesse è il mulino De Koker, costruito nel 1679 e ricostruito nel 1866.

## Società

### Evoluzione demografica
Al censimento del 1º gennaio 2018, Wormer contava una popolazione pari a 13.295 abitanti, di cui 6.730 donne e 6.565 uomini.
La popolazione era scesa sotto i 13.000 abitanti nel 2016, ma ha conosciuto nei due anni successivi un progressivo incremento demografico.

## Geografia antropica

### Suddivisioni amministrative
Buurtschappen
- Bartelsluis